# Giro d'Italia Giovani Under 23 2021
Il Giro d'Italia Giovani Under 23 2021, quarantaquattresima edizione della corsa, valido come evento dell'UCI Europe Tour 2021 categoria 2.2, si svolse in dieci tappe, dal 3 al 12 giugno 2021, su un percorso di 1 323,4 km con partenza da Cesenatico e arrivo a Castelfranco Veneto in Italia. La vittoria fu appannaggio dello spagnolo Juan Ayuso, il quale completò il percorso in 32h09'46", precedendo il norvegese Tobias Halland Johannessen ed il belga Henri Vandenabeele.

## Tappe
| Tappa  | Data      | Percorso                                        | km     | Vincitore di tappa   | Leader cl. generale |
| ------ | --------- | ----------------------------------------------- | ------ | -------------------- | ------------------- |
| 1ª     | 3 giugno  | Cesenatico > Riccione                           | 144,5  | Andrea Cantoni       | Andrea Cantoni      |
| 2ª     | 4 giugno  | Riccione > Imola                                | 138,3  | Juan Ayuso           | Juan Ayuso          |
| 3ª     | 5 giugno  | Cesenatico > Cesenatico                         | 132,5  | Alessio Bonelli      | Juan Ayuso          |
| 4ª     | 6 giugno  | Sorbolo Mezzani > Guastalla (cron. individuale) | 25,4   | Filippo Baroncini    | Ben Turner          |
| 5ª     | 7 giugno  | Fanano > Sestola                                | 142    | Juan Ayuso           | Juan Ayuso          |
| 6ª     | 8 giugno  | Bonferraro di Sorgà > San Pellegrino Terme      | 176    | Aloïs Charrin        | Juan Ayuso          |
| 7ª     | 9 giugno  | Sondrio > Lanzada Lago di Campo Moro            | 119,4  | Juan Ayuso           | Juan Ayuso          |
| 8ª     | 10 giugno | Aprica > Andalo                                 | 115,5  | Riccardo Ciuccarelli | Juan Ayuso          |
| 9ª     | 11 giugno | Cavalese, Val di Fiemme > Nevegal               | 167,1  | Yannis Voisard       | Juan Ayuso          |
| 10ª    | 12 giugno | San Vito al Tagliamento > Castelfranco Veneto   | 162,7  | Ben Healy            | Juan Ayuso          |
| Totale | Totale    | Totale                                          | 1323,4 |                      |                     |

## Squadre e corridori partecipanti
| N.      | Cod. | Squadra                            |
| ------- | ---- | ---------------------------------- |
| 1-5     | TRR  | Trinity Road Racing                |
| 11-15   | ---  | Lotto Soudal U23                   |
| 21-25   | CPK  | Team Colpack Ballan                |
| 31-35   | BIA  | Biesse Arvedi                      |
| 41-45   | CTF  | Cycling Team Friuli                |
| 51-55   | ---  | Eolo-Kometa U23                    |
| 61-65   | ---  | Velo Club Mendrisio                |
| 71-75   | ZEF  | Zalf Euromobil Fior                |
| 81-85   | T4Q  | Team Qhubeka                       |
| 91-95   | HZT  | Holdsworth Zappi Team              |
| 101-105 | VTP  | Velo Plus Racing Team Palazzago    |
| 111-115 | ---  | U.C. Trevigiani-Campana Imballaggi |
| 121-125 | BTC  | Beltrami TSA-Tre Colli             |
| 131-135 | SRA  | Swiss Racing Academy               |
| 141-145 | ---  | Equipo Amateur Caja Rural          |
| 151-155 | DDS  | Development Team DSM               |
| 161-165 | CGF  | Équipe Contin. Groupama-FDJ        |
| 171-175 | ---  | #inEmiliaRomagna Cycling Team      |

| N.      | Cod. | Squadra                            |
| ------- | ---- | ---------------------------------- |
| 181-185 | ACV  | Aran Cucine Vejus                  |
| 191-195 | LKF  | Laboral Kutxa-Fundación Euskadi    |
| 201-205 | CTA  | Colombia Tierra de Atletas         |
| 211-215 | SEG  | SEG Racing Academy                 |
| 221-225 | ---  | Minsk CC U23                       |
| 231-235 | ---  | Union Cycliste de Monaco           |
| 241-245 | HBA  | Hagens Berman Axeon                |
| 251-255 | ---  | Gazprom-Rusvelo U23                |
| 261-265 | IWM  | Work Service-Marchiol-Dynatek      |
| 271-275 | ---  | Gallina Ecotek Colosio             |
| 281-285 | GEF  | General Store-Essegibi-F.lli Curia |
| 291-295 | IRC  | Iseo Serrature-Rime-Carnovali      |
| 301-305 | ---  | LAN Service-GranMonferrato         |
| 311-315 | MSN  | Mastromarco Sensi Nibali           |
| 321-325 | ---  | Petroli Firenze-Hopplà-Don Camillo |
| 331-335 | UDT  | Uno-X DARE Development Team        |
| 341-345 | ---  | Rappresentativa Interregionale     |

## Dettagli delle tappe

### 1ª tappa
- 3 giugno: Cesenatico > Riccione – 144,5 km

Risultati
| Pos. | Corridore        | Squadra     | Tempo    |
| ---- | ---------------- | ----------- | -------- |
| 1    | Andrea Cantoni   | #inEmiliaR. | 3h26'48" |
| 2    | Riccardo Bobbo   | Work        | a 25"    |
| 3    | Michael Garrison | Hagens      | a 26"    |

| Pos. | Corridore        | Squadra     | Tempo    |
| ---- | ---------------- | ----------- | -------- |
| 1    | Andrea Cantoni   | #inEmiliaR. | 3h26'38" |
| 2    | Riccardo Bobbo   | Work        | a 26"    |
| 3    | Michael Garrison | Hagens      | a 31"    |

### 2ª tappa
- 4 giugno: Riccione > Imola – 138,3 km

Risultati
| Pos. | Corridore        | Squadra | Tempo    |
| ---- | ---------------- | ------- | -------- |
| 1    | Juan Ayuso       | Colpack | 3h09'29" |
| 2    | Alessandro Verre | Colpack | a 1"     |
| 3    | Henok Mulubrhan  | Qhubeka | a 3"     |

| Pos. | Corridore        | Squadra | Tempo    |
| ---- | ---------------- | ------- | -------- |
| 1    | Juan Ayuso       | Colpack | 6h36'44" |
| 2    | Alessandro Verre | Colpack | a 5"     |
| 3    | Henok Mulubrhan  | Qhubeka | a 9"     |

### 3ª tappa
- 5 giugno: Cesenatico > Cesenatico – 138,3 km

Risultati
| Pos. | Corridore         | Squadra    | Tempo    |
| ---- | ----------------- | ---------- | -------- |
| 1    | Alessio Bonelli   | Biesse     | 3h19'55" |
| 2    | Luca Colnaghi     | Trevigiani | s.t.     |
| 3    | Andrea Cervellara | Petroli    | s.t.     |

| Pos. | Corridore        | Squadra | Tempo    |
| ---- | ---------------- | ------- | -------- |
| 1    | Juan Ayuso       | Colpack | 9h57'05" |
| 2    | Alessandro Verre | Colpack | a 5"     |
| 3    | Henok Mulubrhan  | Qhubeka | a 9"     |

### 4ª tappa
- 6 giugno: Sorbolo Mezzani > Guastalla – Cronometro individuale – 25,4 km

Risultati
| Pos. | Corridore         | Squadra | Tempo  |
| ---- | ----------------- | ------- | ------ |
| 1    | Filippo Baroncini | Colpack | 29'36" |
| 2    | Ben Healy         | Trinity | s.t.   |
| 3    | Ben Turner        | Trinity | a 4"   |

| Pos. | Corridore         | Squadra | Tempo     |
| ---- | ----------------- | ------- | --------- |
| 1    | Ben Turner        | Trinity | 10h26'58" |
| 2    | Filippo Baroncini | Colpack | a 1"      |
| 3    | Anthon Charmig    | Uno-X   | a 15"     |

### 5ª tappa
- 7 giugno: Fanano > Sestola – 142 km

Risultati
| Pos. | Corridore        | Squadra | Tempo    |
| ---- | ---------------- | ------- | -------- |
| 1    | Juan Ayuso       | Colpack | 3h32'33" |
| 2    | T.H. Johannessen | Uno-X   | a 1'04"  |
| 3    | Ben Healy        | Trinity | s.t.     |

| Pos. | Corridore          | Squadra  | Tempo     |
| ---- | ------------------ | -------- | --------- |
| 1    | Juan Ayuso         | Colpack  | 13h59'37" |
| 2    | T.H. Johannessen   | Uno-X    | a 1'35"   |
| 3    | Henri Vandenabeele | Dev. DSM | a 2'22"   |

### 6ª tappa
- 8 giugno: Bonferraro di Sorgà > San Pellegrino Terme – 176 km

Risultati
| Pos. | Corridore         | Squadra | Tempo    |
| ---- | ----------------- | ------- | -------- |
| 1    | Aloïs Charrin     | Swiss   | 3h49'50" |
| 2    | T.H. Johannessen  | Uno-X   | a 1"     |
| 3    | Filippo Baroncini | Colpack | s.t.     |

| Pos. | Corridore          | Squadra  | Tempo     |
| ---- | ------------------ | -------- | --------- |
| 1    | Juan Ayuso         | Colpack  | 13h59'37" |
| 2    | T.H. Johannessen   | Uno-X    | a 1'29"   |
| 3    | Henri Vandenabeele | Dev. DSM | a 2'22"   |

### 7ª tappa
- 9 giugno: Sondrio > Lanzada Lago di Campo Moro – 119,4 km

Risultati
| Pos. | Corridore          | Squadra  | Tempo    |
| ---- | ------------------ | -------- | -------- |
| 1    | Juan Ayuso         | Colpack  | 3h28'01" |
| 2    | Jesus David Peña   | Colombia | a 52"    |
| 3    | Henri Vandenabeele | Dev. DSM | a 1'14"  |

| Pos. | Corridore          | Squadra  | Tempo     |
| ---- | ------------------ | -------- | --------- |
| 1    | Juan Ayuso         | Colpack  | 13h59'37" |
| 2    | T.H. Johannessen   | Uno-X    | a 2'53"   |
| 3    | Henri Vandenabeele | Dev. DSM | a 3'42"   |

### 8ª tappa
- 10 giugno: Aprica > Andalo – 115,5 km

Risultati
| Pos. | Corridore            | Squadra  | Tempo    |
| ---- | -------------------- | -------- | -------- |
| 1    | Riccardo Ciuccarelli | Biesse   | 2h58'30" |
| 2    | A.H. Johannessen     | Uno-X    | a 26"    |
| 3    | Didier Merchan       | Colombia | a 40"    |

| Pos. | Corridore          | Squadra  | Tempo     |
| ---- | ------------------ | -------- | --------- |
| 1    | Juan Ayuso         | Colpack  | 24h17'26" |
| 2    | T.H. Johannessen   | Uno-X    | a 2'53"   |
| 3    | Henri Vandenabeele | Dev. DSM | a 3'42"   |

### 9ª tappa
- 11 giugno: Cavalese, Val di Fiemme > Nevegal – 167,1 km

Risultati
| Pos. | Corridore        | Squadra | Tempo    |
| ---- | ---------------- | ------- | -------- |
| 1    | Yannis Voisard   | Swiss   | 4h15'44" |
| 2    | Juan Ayuso       | Colpack | a 2"     |
| 3    | T.H. Johannessen | Uno-X   | s.t.     |

| Pos. | Corridore          | Squadra  | Tempo     |
| ---- | ------------------ | -------- | --------- |
| 1    | Juan Ayuso         | Colpack  | 28h33'06" |
| 2    | T.H. Johannessen   | Uno-X    | a 2'55"   |
| 3    | Henri Vandenabeele | Dev. DSM | a 3'49"   |

### 10ª tappa
- 12 giugno: San Vito al Tagliamento > Castelfranco Veneto – 162,7 km

Risultati
| Pos. | Corridore        | Squadra | Tempo    |
| ---- | ---------------- | ------- | -------- |
| 1    | Ben Healy        | Trinity | 3h35'46" |
| 2    | Jacopo Menegotto | General | a 38"    |
| 3    | Daan Hoole       | SEG     | s.t.     |

| Pos. | Corridore          | Squadra  | Tempo     |
| ---- | ------------------ | -------- | --------- |
| 1    | Juan Ayuso         | Colpack  | 32h09'46" |
| 2    | T.H. Johannessen   | Uno-X    | a 2'55"   |
| 3    | Henri Vandenabeele | Dev. DSM | a 3'49"   |

## Evoluzione delle classifiche
| Tappa              | Vincitore            | Classifica generale Maglia rosa | Classifica a punti Maglia rossa | Classifica scalatori Maglia verde | Classifica Intergiro Maglia azzurra | Classifica giovani Maglia bianca | Classifica combinata Maglia multicolore | Classifica a squadre  |
| ------------------ | -------------------- | ------------------------------- | ------------------------------- | --------------------------------- | ----------------------------------- | -------------------------------- | --------------------------------------- | --------------------- |
| 1ª                 | Andrea Cantoni       | Andrea Cantoni                  | Andrea Cantoni                  | Andrea Cantoni                    | Riccardo Bobbo                      | Michael Garrison                 | Riccardo Bobbo                          | #inEmiliaRomagna C.T. |
| 2ª                 | Juan Ayuso           | Juan Ayuso                      | Juan Ayuso                      | Andrea Cantoni                    | Leandro Masotto                     | Juan Ayuso                       | Riccardo Bobbo                          | Team Colpack Ballan   |
| 3ª                 | Alessio Bonelli      | Juan Ayuso                      | Juan Ayuso                      | Luca Colnaghi                     | Andrea Mifsud                       | Juan Ayuso                       | Riccardo Bobbo                          | Team Colpack Ballan   |
| 4ª                 | Filippo Baroncini    | Ben Turner                      | Juan Ayuso                      | Luca Colnaghi                     | Andrea Mifsud                       | Juan Ayuso                       | Riccardo Bobbo                          | Team Colpack Ballan   |
| 5ª                 | Juan Ayuso           | Juan Ayuso                      | Juan Ayuso                      | Michael Belleri                   | Andrea Mifsud                       | Juan Ayuso                       | Juan Ayuso                              | Team Colpack Ballan   |
| 6ª                 | Aloïs Charrin        | Juan Ayuso                      | Juan Ayuso                      | Michael Belleri                   | Andrea Mifsud                       | Juan Ayuso                       | Juan Ayuso                              | Team Colpack Ballan   |
| 7ª                 | Juan Ayuso           | Juan Ayuso                      | Juan Ayuso                      | Juan Ayuso                        | Leandro Masotto                     | Juan Ayuso                       | Juan Ayuso                              | Team Colpack Ballan   |
| 8ª                 | Riccardo Ciuccarelli | Juan Ayuso                      | Juan Ayuso                      | Juan Ayuso                        | Andrea Mifsud                       | Juan Ayuso                       | Juan Ayuso                              | Uno-X DARE D.T.       |
| 9ª                 | Yannis Voisard       | Juan Ayuso                      | Juan Ayuso                      | Juan Ayuso                        | Andrea Mifsud                       | Juan Ayuso                       | Juan Ayuso                              | Uno-X DARE D.T.       |
| 10ª                | Ben Healy            | Juan Ayuso                      | Juan Ayuso                      | Juan Ayuso                        | Andrea Mifsud                       | Juan Ayuso                       | Juan Ayuso                              | Uno-X DARE D.T.       |
| Classifiche finali | Classifiche finali   | Juan Ayuso                      | Juan Ayuso                      | Juan Ayuso                        | Andrea Mifsud                       | Juan Ayuso                       | Juan Ayuso                              | Uno-X DARE D.T.       |

Maglie indossate da altri ciclisti in caso di due o più maglie vinte
- Nella 2ª tappa Edoardo Ferri ha indossato la maglia rossa al posto di Andrea Cantoni, Francesco Carollo ha indossato quella verde al posto di Andrea Cantoni e Ben Turner ha indossato quella multicolore al posto di Riccardo Bobbo.
- Nella 3ª tappa Alessandro Verre ha indossato la maglia rossa al posto di Juan Ayuso e Nicolò Buratti ha indossato quella bianca al posto di Juan Ayuso.
- Nella 4ª e nella 6ª tappa Andrea Cantoni ha indossato la maglia rossa al posto di Juan Ayuso.
- Nella 4ª tappa Alessandro Verre ha indossato la maglia bianca al posto di Juan Ayuso.
- Nella 5ª tappa Lennert van Eetvelt ha indossato la maglia bianca al posto di Juan Ayuso.
- Dalla 6ª alla 10ª tappa Thomas Gloag ha indossato la maglia bianca al posto di Juan Ayuso e Riccardo Bobbo ha indossato quella multicolore al posto di Juan Ayuso.
- Nella 7ª tappa Aloïs Charrin ha indossato la maglia rossa al posto di Juan Ayuso.
- Dall'8ª alla 10ª tappa Tobias Halland Johannessen ha indossato la maglia rossa al posto di Juan Ayuso e Michael Belleri ha indossato quella verde al posto di Juan Ayuso

## Classifiche finali

### Classifica generale - Maglia rosa
| Pos. | Corridore         | Squadra   | Tempo     |
| ---- | ----------------- | --------- | --------- |
| 1    | Juan Ayuso        | Colpack   | 32h09'46" |
| 2    | T.H. Johannessen  | Uno-X     | a 2'55"   |
| 3    | H. Vandenabeele   | Dev. DSM  | a 3'49"   |
| 4    | Thomas Gloag      | Trinity   | a 4'01"   |
| 5    | Asbjørn Hellemose | Mendrisio | a 4'40"   |
| 6    | Alessandro Verre  | Colpack   | a 5'23"   |
| 7    | Yannis Voisard    | Swiss     | a 6'42"   |
| 8    | A.H. Johannessen  | Uno-X     | a 7'53"   |
| 9    | Omar El Gouzi     | Iseo      | a 8'16"   |
| 10   | Davide Piganzoli  | Eolo      | a 8'40"   |

### Classifica a punti - Maglia rossa
| Pos. | Corridore         | Squadra | Punti |
| ---- | ----------------- | ------- | ----- |
| 1    | Juan Ayuso        | Colpack | 100   |
| 2    | Ben Healy         | Trinity | 64    |
| 3    | T.H. Johannessen  | Uno-X   | 63    |
| 4    | Filippo Baroncini | Colpack | 61    |
| 5    | Aloïs Charrin     | Swiss   | 50    |

### Classifica scalatori - Maglia verde
| Pos. | Corridore          | Squadra  | Punti |
| ---- | ------------------ | -------- | ----- |
| 1    | Juan Ayuso         | Colpack  | 78    |
| 2    | Michael Belleri    | Biesse   | 55    |
| 3    | Thomas Gloag       | Trinity  | 49    |
| 4    | T.H. Johannessen   | Uno-X    | 48    |
| 5    | Henri Vandenabeele | Dev. DSM | 46    |

### Classifica Intergiro - Maglia azzurra
| Pos. | Corridore       | Squadra     | Punti |
| ---- | --------------- | ----------- | ----- |
| 1    | Andrea Mifsud   | Swiss       | 13    |
| 2    | Edoardo Ferri   | Petroli     | 11    |
| 3    | Leandro Masotto | Iseo        | 10    |
| 4    | Ben Healy       | Trinity     | 8     |
| 5    | M. van den Berg | EC Groupama | 5     |

### Classifica giovani - Maglia bianca
| Pos. | Corridore         | Squadra | Tempo     |
| ---- | ----------------- | ------- | --------- |
| 1    | Juan Ayuso        | Colpack | 32h09'46" |
| 2    | Thomas Gloag      | Trinity | a 4'01"   |
| 3    | Alessandro Verre  | Colpack | a 5'23"   |
| 4    | Davide Piganzoli  | Eolo    | a 8'40"   |
| 5    | Edoardo Zambanini | Zalf    | a 10'45"  |

### Classifica Combinata - Maglia multicolore
| Pos. | Corridore          | Squadra  | Punti |
| ---- | ------------------ | -------- | ----- |
| 1    | Juan Ayuso         | Colpack  | 625   |
| 2    | Riccardo Bobbo     | Work     | 380   |
| 3    | T.H. Johannessen   | Uno-X    | 378   |
| 4    | Ben Healy          | Trinity  | 336   |
| 5    | Henri Vandenabeele | Dev. DSM | 327   |

### Classifica a squadre
| Pos. | Squadra                         | Tempo     |
| ---- | ------------------------------- | --------- |
| 1    | Uno-X DARE Development Team     | 97h04'23" |
| 2    | Zalf Euromobil Fior             | a 12'11"  |
| 3    | Team Colpack Ballan             | a 12'28"  |
| 4    | Laboral Kutxa-Fundación Euskadi | a 20'45"  |
| 5    | Trinity Road Racing             | a 23'08"  |